# Estação Arqueológica Romana da Praia da Luz
A Estação Arqueológica Romana da Praia da Luz, igualmente conhecida como Ruínas Romanas da Luz, é um sítio arqueológico localizado na vila da Luz, no Município de Lagos, em Portugal. É formado pelas ruínas de um edifício balnear e vários tanques para salga de peixe, estes últimos encobertos por um edifício residencial moderno. Foi classificado como Imóvel de Interesse Público em 1992.

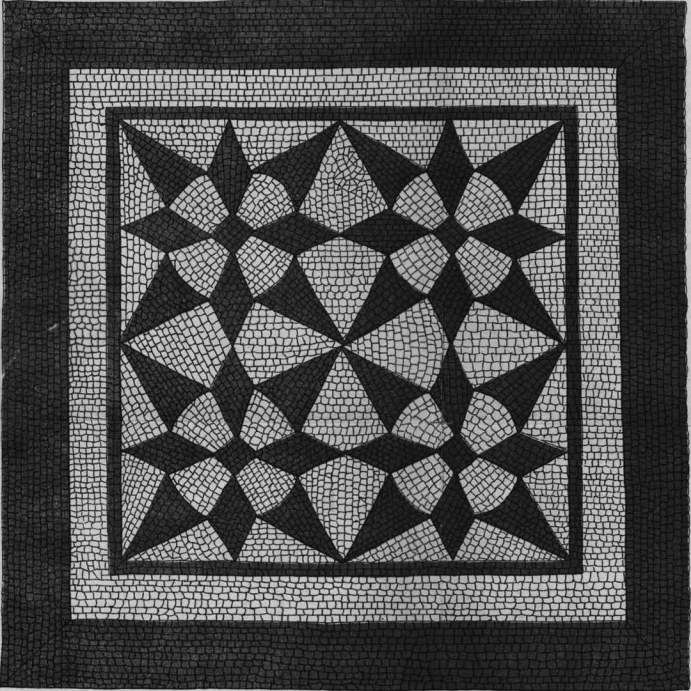
Pavimento de mosaicos no balneário, desenhado por Estácio da Veiga.

## Descrição

### Localização e composição
O sítio arqueológico situa-se numa zona urbanizada na vila da Luz, junto à faixa costeira, e nas imediações da avenida marginal. É composto pelas ruínas de vários edifícios, incluindo um balneário e uma zona para a produção de derivados de peixe. De acordo com os vestígios encontrados pelo arqueólogo Estácio da Veiga no século XIX, a povoação seria de grandes dimensões, ocupando uma linha de costa com cerca de 300 m.

#### Balneário
O edifício das termas foi construído numa orientação Nordeste para Sudeste, e possuía uma cobertura abobadada. No seu interior estava dividido em várias salas rectangulares, incluindo um hipocausto ou fornalha (hipocausto), e tanques para banhos quentes (tepidário) e frios (frigidário). Vários destes compartimentos tinham o solo revestido por mosaicos. O abastecimento de água era feito através de um complexo sistema de canalizações, que estava ligado tanto ao oceano como ao Ribeiro da Quinta da Luz. O balneário era de dimensões muito superiores às que foram escavadas, tendo Estácio da Veiga encontrado vestígios, então parcialmente visíveis, da continuação do edifício no sentido Sul e Sudoeste, numa extensão de 83 m.

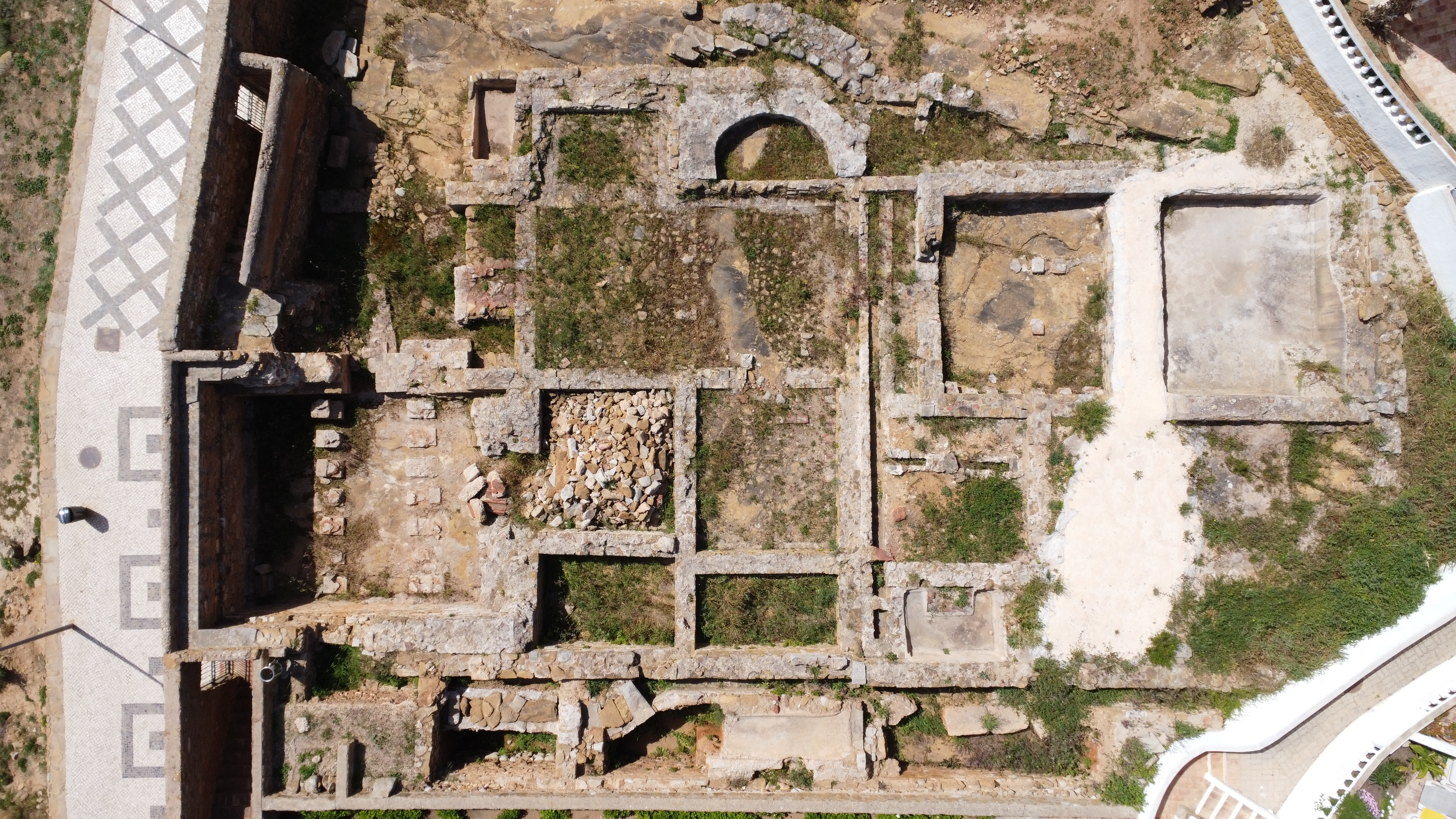
Vista aérea das ruínas, em Março de 2023.

#### Cetárias
A Leste e Nordeste do balneário foi construído um complexo industrial para a preparação de produtos derivados do peixe, e que era composta por diversas cetárias ou tanques, com uma extensão de 156 m. Também estavam situadas ao longo da costa, numa zona de solo rochoso conhecida como Fontainhas, e que foi depois urbanizada, tendo as ruínas ficado cobertas por um edifício residencial. As cetárias foram construídas e utilizadas em fases diferentes, como pode ser demonstrado pelas diferenças nas coerências do ponto de vista arquitectónico e nos muros, que são adossados, travados e sobrepostos, e devido à presença de uma estratificação sucessiva nos sedimentos. O complexo era formado por três edifícios divididos por ruas e construídos em fases sucessivas: um antigo tanque de grandes dimensões que foi convertido quase totalmente num conjunto de cetárias, um armazém que foi depois expandindo à custa de parte de uma rua e que também foi parcialmente aproveitado para cetárias, e um terceiro edifício, de menores dimensões, que possuía apenas algumas cetárias. A oficina de salga, correspondente ao antigo tanque, possuía um telheiro suportado por pilares, dos quais restaram partes das bases.

### Espólio e conservação
Além dos edifícios, também foram encontrados vestígios de animais, e partes de ânforas, cerâmica comum, objectos de vidro, e materiais de construção. Também foram descobertas moedas, frisos de mármore e partes de mosaicos. No decorrer das escavações de Estácio da Veiga, além de muitos fragmentos de cerâmica, partes de murais e mosaicos, também foram descobertos vários objectos metálicos, como anzóis.
O sítio arqueológico foi classificado como Imóvel de Interesse Público pelo Decreto n.º 26-A/92, de 1 de Junho.

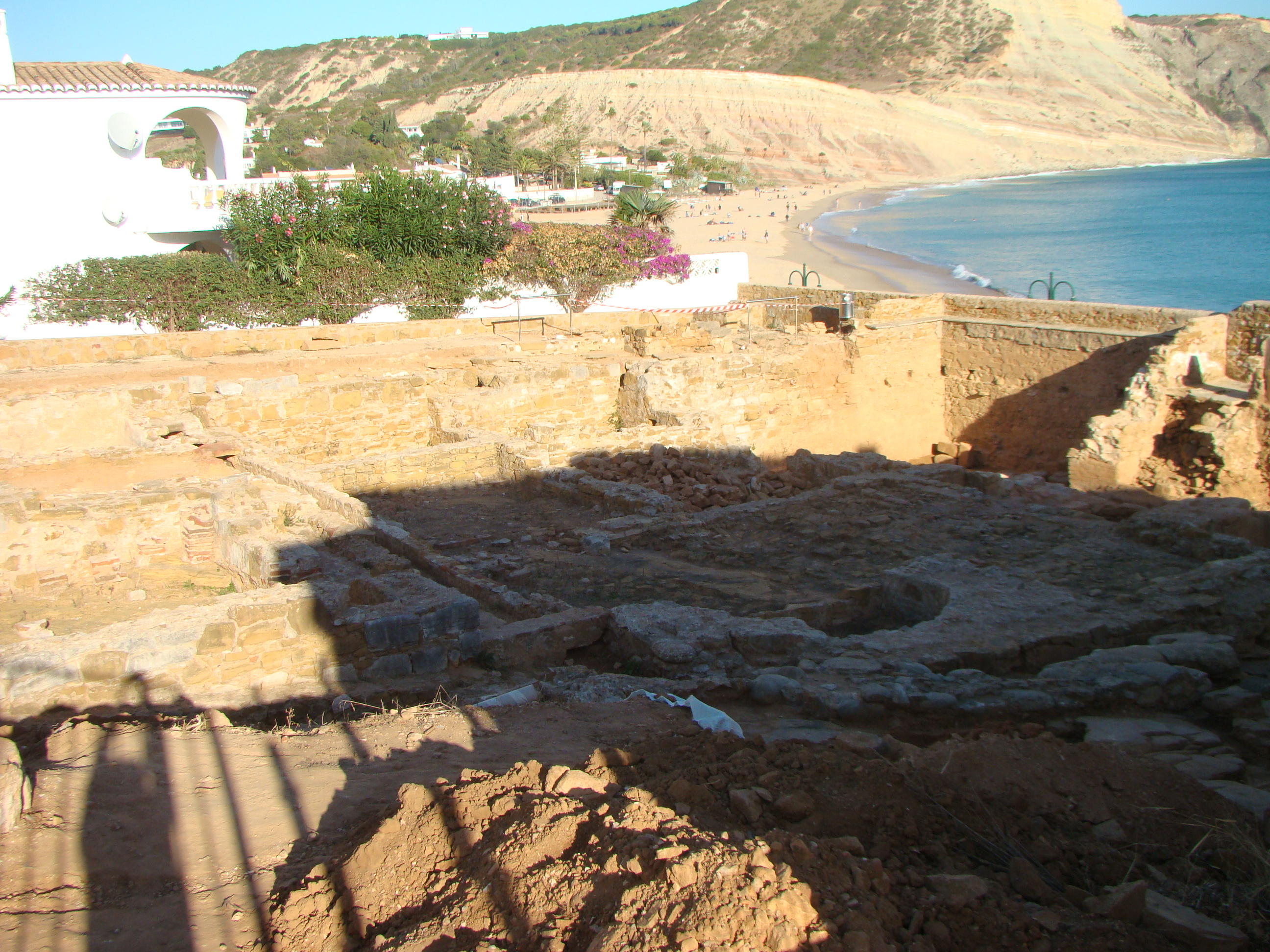
Vista parcial das ruínas em Novembro de 2017, vendo-se ao fundo a Praia da Luz.

## História

### Antecedentes
Durante as suas escavações no século XIX, o arqueólogo Estácio da Veiga encontrou várias ruínas paralelas à praia, tendo avançado com a hipótese que teriam pertencido a uma povoação anterior ao período romano. Estas ruínas poderiam ter sido tanques de salga de peixe estabelecidas pelos habitantes locais ou por Cartagineses, que foram modificadas pelos romanos após a sua invasão, como forma de demonstrar o seu controlo. A presença humana anterior ao domínio romano na freguesia da Luz é evidenciada por vários objectos pré-históricos encontrados numa antiga necrópole, e que possivelmente datam do Neolítico.

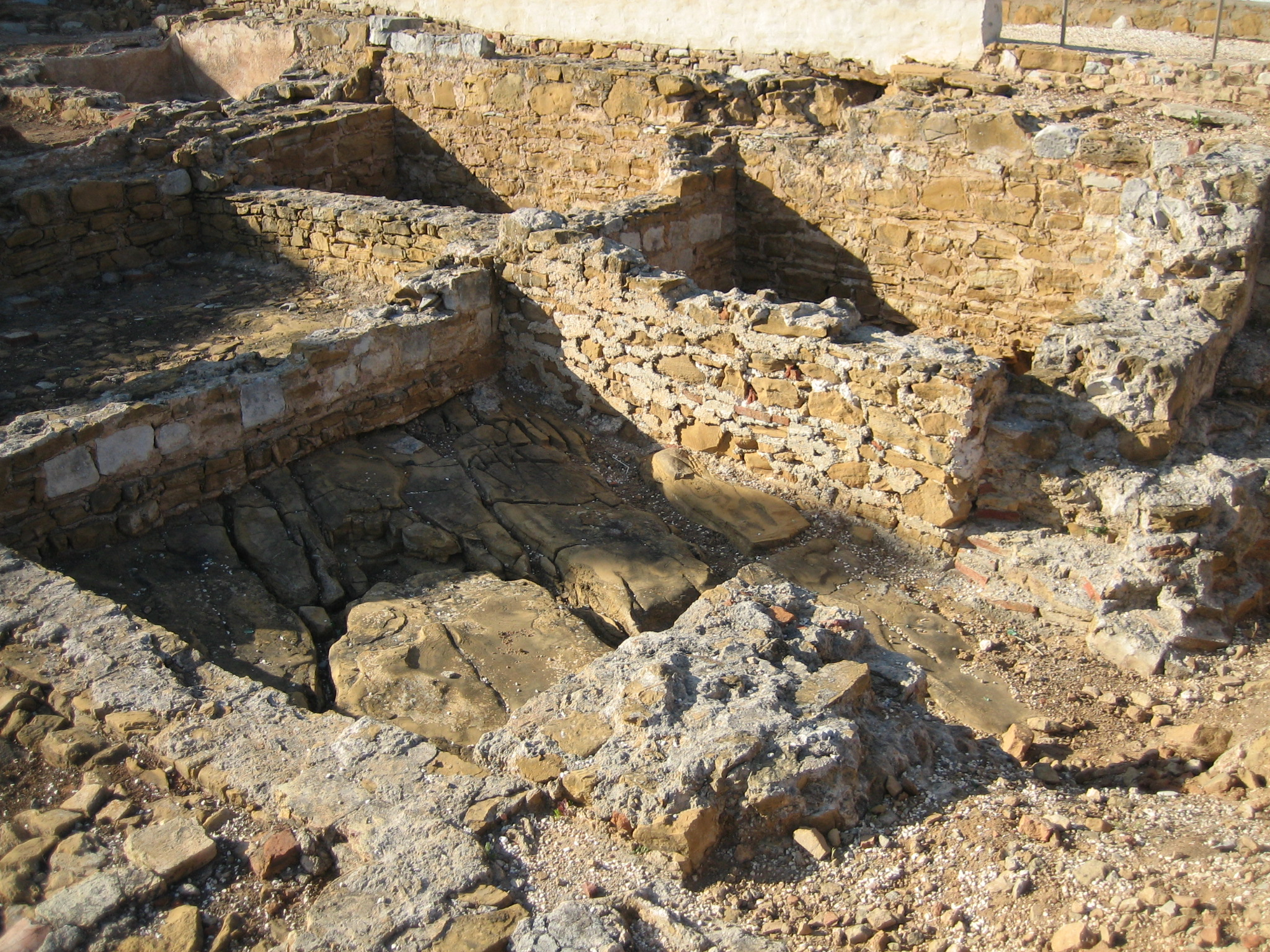
Pormenor das ruínas, em Maio de 2009.

### Período romano
De acordo com os vestígios encontrados no local, o sítio terá sido ocupado em várias fases entre os séculos I a IV d.C., enquadrado no domínio romano. O edifício balnear foi instalado entre os séculos II a III d.C., e terá passado por várias obras de remodelação durante o século IV. O complexo das cetárias foi construído e utilizado ao longo de várias fases, tendo deixado de funcionar nos finais do século IV ou princípios do século V. Rui Parreira avançou a teoria de que a primeira parte do complexo das salgas a ser construída teria sido um tanque de grandes dimensões (natatio), com cerca de 9 por 5 m, e que estaria provavelmente ligado com a fase inicial das termas. Posteriormente, foram construídas várias paredes no canto Noroeste do tanque, criando duas divisões com pavimento próprio, de funções desconhecidas. A segunda fase de modificação consistiu na construção de mais compartimentos no interior do tanque, ao longo das paredes Norte e Oeste, transformando-o numa oficina de salga com várias cetárias de dimensões diferentes, e na instalação de um novo edifício a oriente do tanque, que também foi parcialmente ocupado por tanques de salga. Nesta altura, já estava também em utilização um terceiro edifício, que servia provavelmente como armazém. No período seguinte de obras, o edifício do armazém foi expandido através do sacrifício de parte do arruamento entre aquele imóvel e a oficina de salgas, tendo sido instalados tanques de salga tanto no novo espaço criado como dentro do armazém. No outro lado do complexo, foi construído um muro na rua entre o armazém e o edifício construído na segunda fase, transformando-a num beco. Uma quarta e última fase de utilização do complexo pode ser determinada devido à presença de espinhas de peixe num estrato sobre a base. O transporte dos produtos das cetárias poderá ter sido feito por via marítima, tendo sido encontrado parte de uma âncora romana junto à Praia da Luz. Segundo Estácio da Veiga, a povoação romana poderá ter sido devastada por sismos e consequentes maremotos, aos quais estava particularmente vulnerável devido à sua localização costeira.

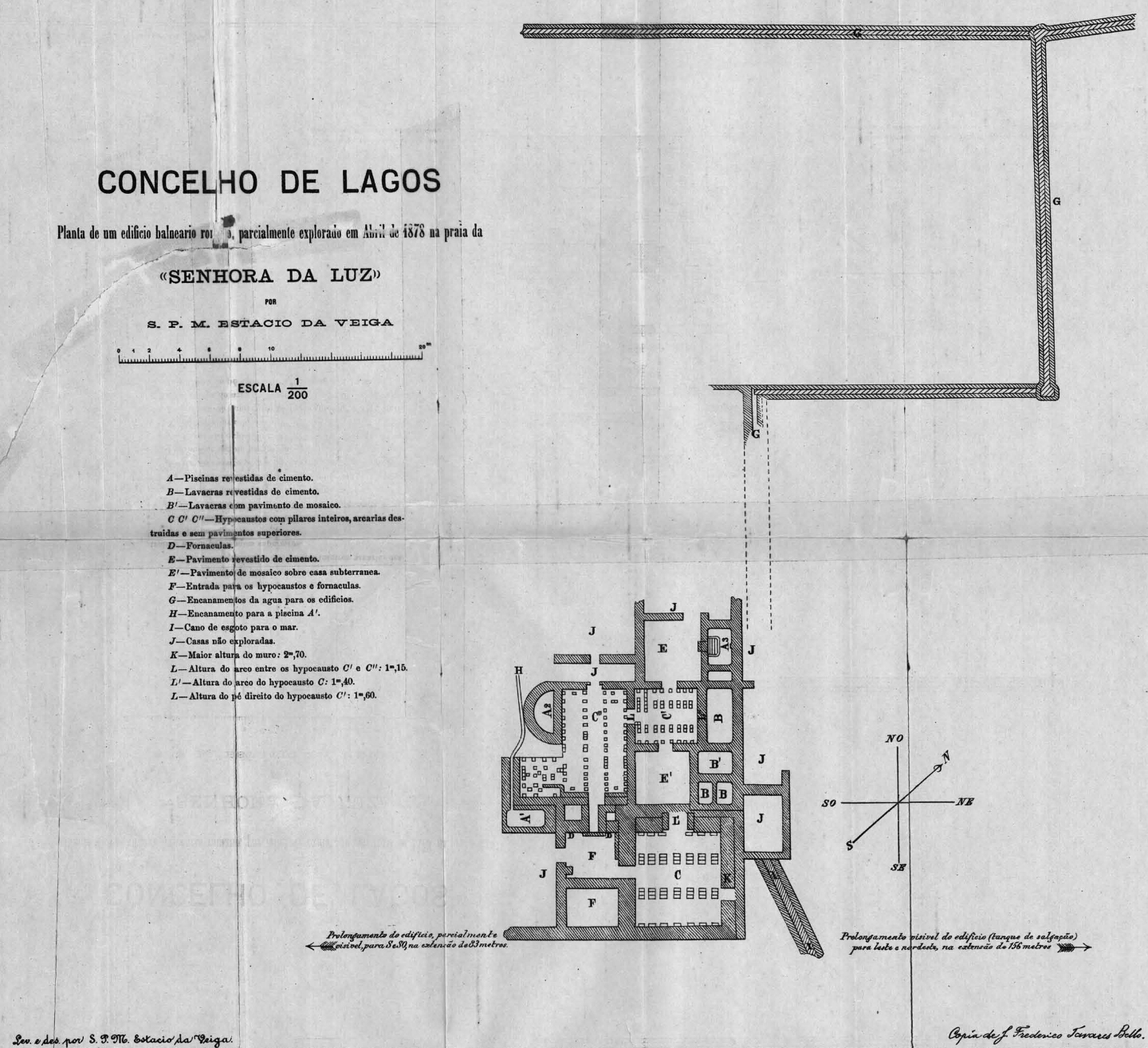
Planta do balneário romano, por Estácio da Veiga.

### Século XIX
Em 1878, as ruínas foram identificadas e escavadas por Estácio da Veiga. Apesar de nessa altura a Praia da Luz ser já muito frequentada por banhistas durante o Verão, Estácio da Veiga não encontrou quaisquer referências às ruínas por parte de outros autores. No entanto, as ruínas já eram conhecidas, tendo sido referidas pelo prior da Freguesia da Luz, Lucio Floro Martins, numa carta de 3 de Janeiro de 1893: «A pequena distancia do mar, e quasi junto á igreja, se descobriram restos de edifícios e entre elles uma casa de três metros quadrados com porta de boca de forno, feita com grandes tijolos e abobadada, junto á qual passava um cano de agua, que parecia vir da chamada Quinta da Luz, chegando o cano até uns tanques tambem observados perto do mar, feitos de argamassa, os quais pareciam ser banhos. Em varias partes do mesmo logar ha indicios de outras construcçoes antigas.». Também nesse ano Estácio da Veiga foi informado pelo seu correspondente Xavier de Paiva que tinham sido descobertas uma cabeça de mármore, retratando uma criança do sexo masculino, e uma moeda de ouro do imperador Teodósio. A campanha de escavações de Estácio da Veiga foi muito limitada, devido ao reduzido número de trabalhadores que dispunha, mas conseguiu ainda assim descobrir uma importante parte de um complexo balnear, e também encontrou a nascente na Quinta da Luz que abastecia as termas, assim como os canos que faziam a ligação. Segundo o arqueólogo António dos Santos Rocha, o prior da Luz também tinha relatado a existência de uma necrópole a cerca de dois a três quilómetros da povoação ao Museu de Faro, estando as sepulturas quase totalmente destruídas, apenas restando partes de uma ou duas. O museu guardava alguns artefactos vindos daquela necrópole, vários deles de origem romana, enquanto que outros pertenciam à pré-história, possivelmente do neolítico.

### Século XX

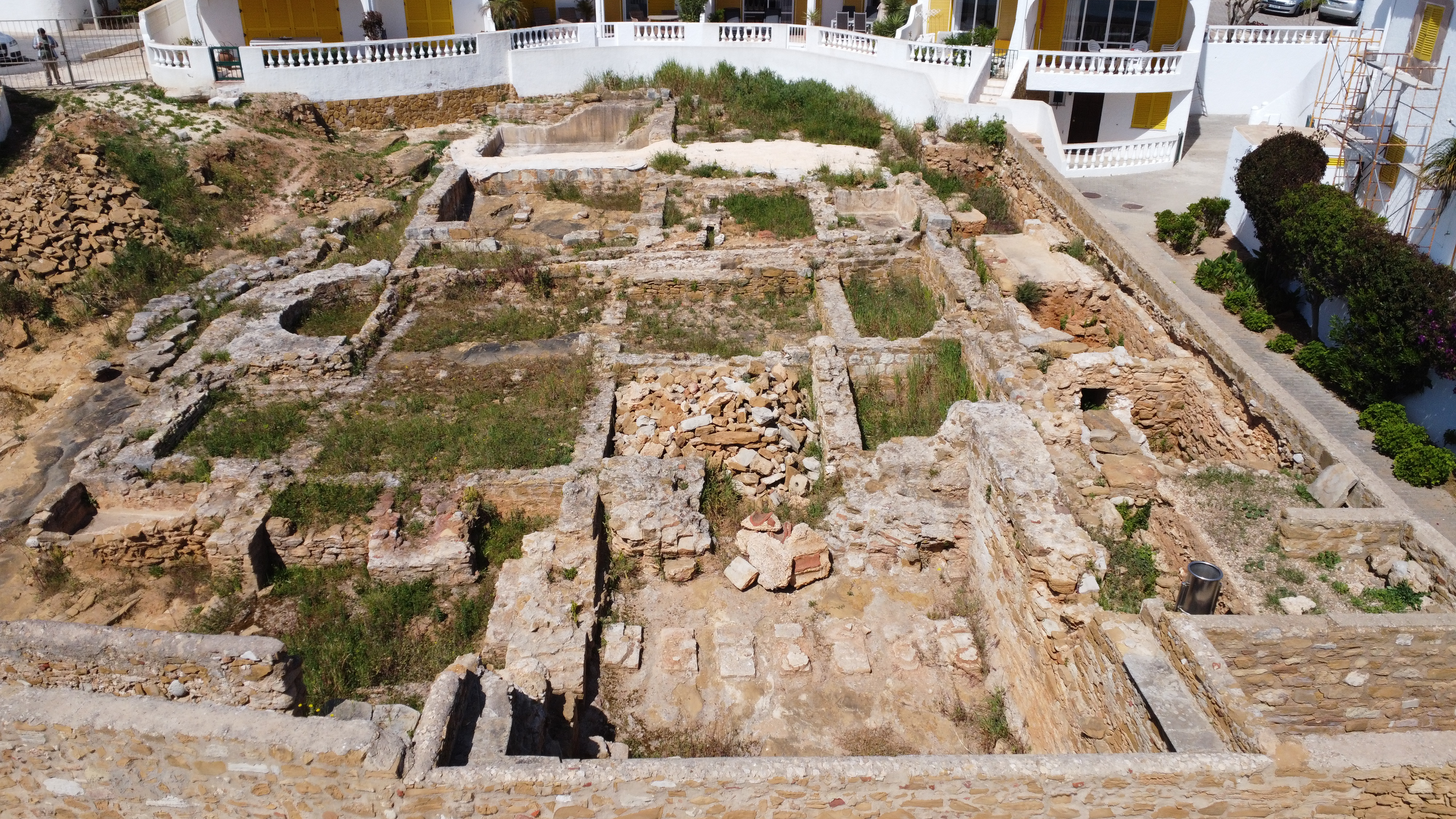
Fotografia aérea das ruínas, em 2023.

Nos princípios do século XX, a zona do sítio arqueológico foi alvo de profundas obras de modificação para a instalação de uma herdade agrícola, tendo sido construídos muros de sustentação e sistemas artificiais de rega, e as ruínas novamente cobertas de terra. No entanto, anos depois os terrenos mudaram de proprietários e foram abandonados, começando a ser procurados por empresas imobiliárias. Durante vários anos os terrenos foram protegidos pela Condessa de Sanchez de Baiena, mas acabaram por ser ocupados por urbanizações turísticas. Em 1985, o Serviço Regional de Arquitectura do Sul teve conhecimento que havia intenção de urbanizar a faixa de terreno onde Estácio da Veiga descobriu o edifício das termas romanas, e durante as obras para um hotel de apartamentos junto à praia, foi parcialmente destruído o complexo de cetárias. Estas duas circunstâncias levaram à organização de uma intervenção de emergência das ruínas romanas da Praia da Luz, de forma a confirmar a localização dos vestígios ainda existentes, e planear futuros trabalhos de conservação. Os trabalhos foram feitos entre 25 e 31 de Agosto de 1985, dirigidas por Ana Arruda e Helena Catarino, tendo sido identificadas partes do muro do hipocausto, já anteriormente descoberto por Estácio da Veiga. Com efeito, a planta de Estácio da Veiga foi inserida no levantamento topográfico do terreno que seria urbanizado, tendo a autarquia sido informada da localização precisa das ruínas e encetou esforços para a sua futura classificação, de forma a evitar a sua destruição. Nos finais de 1986, os representantes da empresa de urbanização Alpart e da Câmara de Lagos reuniram-se em Lisboa com o presidente e o director do Departamento de Arqueologia do Instituto Português do Património Arquitectónico, onde se relatou que o plano de urbanização tinha sido aprovado pela autarquia antes de ter sido feito a comunicação oficial para o início do processo de classificação, e que quaisquer alterações ao plano iriam prejudicar financeiramente o município. A empresa de urbanização concordou em ceder à autarquia os terrenos onde se situava o balneário encontrado por Estácio da Veiga, e garantiu que iria salvaguardar quaisquer vestígios encontrados na zona que seria urbanizar, e respeitar os prazos necessários para os trabalhos de investigação e preservação das ruínas.
Por seu lado, o Instituto Português do Património Arquitectónico garantiu que iria empregar os meios necessários para fazer a intervenção urgente de investigação e valorização dos vestígios. Assim, o presidente do Instituto, António Lamas, emitiu um despacho para a concretização da segunda fase os trabalhos de urgência, que teve lugar entre 26 de Janeiro de 1987 e Maio de 1988, em duas campanhas e com interrupções, dirigidos por Rui Parreira. As obras tiveram o apoio da Sociedade Arqueológica do Algarve, da autarquia de Lagos, que organizou a colaboração de vários jovens no programa da Ocupação de Tempos Livres, e da empresa Alpart, que disponibilizou o próprio pessoal, veículos e equipamento, ficando assim com a maioria das despesas com as escavações. Os trabalhos iniciaram-se com a remoção da camada mais recente do solo, que era composta por entulhos que foram colocados durante a instalação da horta, tendo sido descoberta uma zona do balneário que correspondia ao Frigidário (frigidarium), que nunca tinha sido escavada por Estácio da Veiga. Verificou-se igualmente que os alicerces romanos tinham sido reaproveitados durante a construção dos edifícios, muros e aquedutos da horta. Devido à presença do frigidário, que não estava prevista por nunca ter sido escavada por Estácio da Veiga, a empresa Alpart modificou os seus planos para o Bloco 23, permitindo desta forma deixar à vista tanto aquele compartimento como um alveus para água fria. Por seu turno, o Bloco 24 foi construído sobre as ruínas do complexo de salga.
Em 1992, o monumento foi classificado como Imóvel de Interesse Público, data em que foram igualmente classificados a Barragem Romana da Fonte Coberta e o Estação Arqueológica de Monte Molião, ambos também situados no Concelho de Lagos.

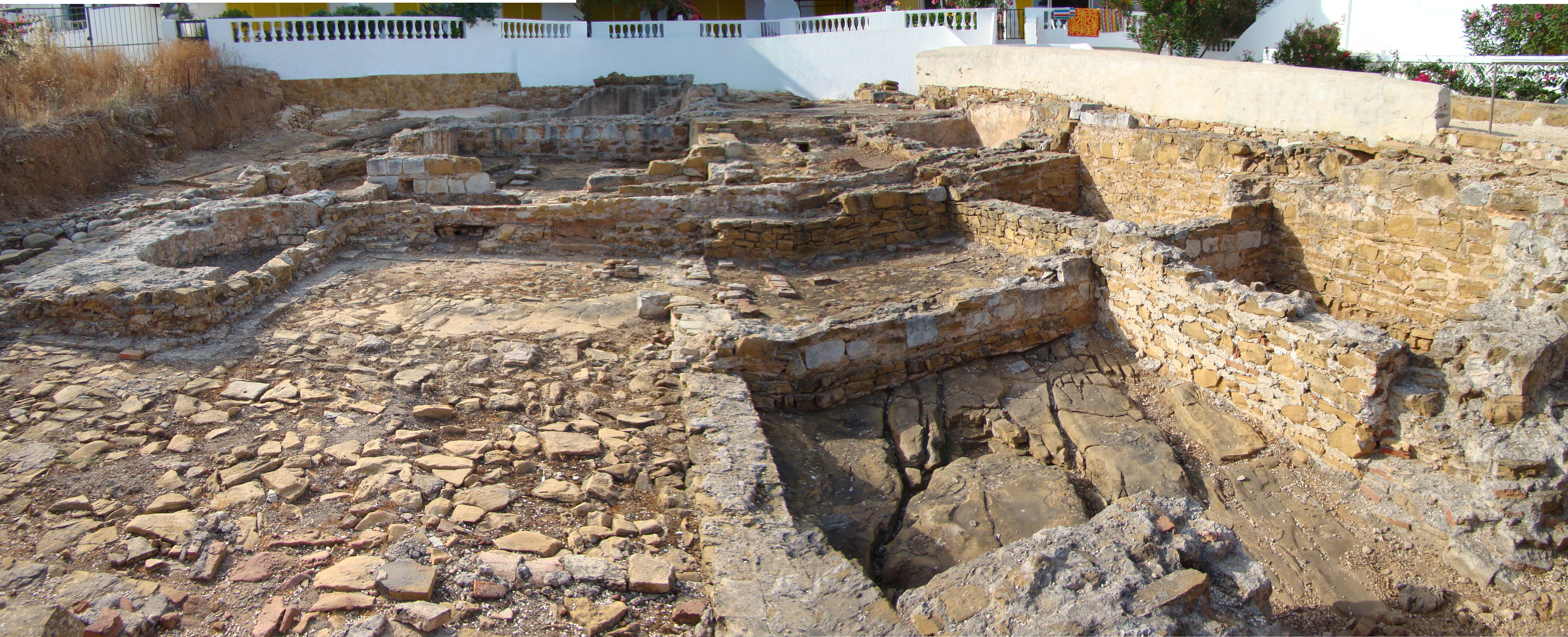
Vista parcial das ruínas, em 2010.

### Século XXI
Em Dezembro de 2018, foi noticiado que a autarquia de Lagos já tinha apresentado uma candidatura ao PADRE - Plano de Acção de Desenvolvimento de Recursos Endógenos, tendo uma das iniciativas propostas sido a Rota das Estações Arqueológicas Romanas, que incluía os sítios arqueológicos de São Pedro do Pulgão, do Monte Molião e da Praia da Luz. Nesta altura, a Direcção-Geral do Património Cultural já tinha aprovado o plano para a empreitada de Conservação, Valorização e Divulgação dos Balneários Romanos da Praia da Luz, que tinha como fim possibilitar a abertura ao público daquela estação arqueológica, incluindo pessoas de mobilidade reduzida. O plano, preparado pela firma Pedro Alarcão Arquitectos, abrange a construção de um centro de acolhimento para visitantes, a criação de percursos de visita, obras de conservação das ruínas, a interpretação do edifício das termas, iniciativas de reconstituição das estruturas, e posteriormente a publicação dos trabalhos arqueológicos e dos resultados das intervenções.
Em 4 de Outubro de 2019, a autarquia de Lagos emitiu o Anúncio de procedimento n.º 10562/2019, relativo à construção do centro de acolhimento ao visitante e dos percursos, no Balneário Romano da Praia da Luz. Em Julho de 2020, o município informou que iria ser adjudicada uma empreitada para a preservação, divulgação e valorização do sítio arqueológico, no valor de 312.057,13 Euros mais IVA, e com um prazo de execução de 240 dias. As obras iriam ser feitas como parte da Rota das Estações Arqueológicas de Lagos, correspondente a uma candidatura da Câmara Municipal de Lagos ao programa CRESC Algarve 2020, e seriam financiadas a 70% pelo Fundo Europeu de Desenvolvimento Regional. Esta intervenção, planeada pela empresa Pedro Alarcão Arquitectos, incluía a construção do edifício de acolhimento, a instalação de percursos para a visita, trabalhos de preservação e consolidação das ruínas, a interpretação do complexo termal, e a reconstituição dos antigos edifícios. Esta última deverá ser feita através da exposição de painéis informativos e de uma maqueta, além de uma simulação tridimensional animada, onde seria retratada a visita dos banhistas às termas, durante o período romano. Desta forma, o monumento voltaria a estar aberto à população, embora desta vez com uma maior contextualização histórica, onde se explicará a evolução das termas, e a forma como se integrava no antigo complexo industrial romano.
Em Outubro de 2022, o Museu Municipal de Lagos estava envolvido com o plano para instalar o centro de interpretação, que então já tinha projecto de arquitectura, prevendo-se que iria importar em cerca de 850 mil euros. Em conjunto com esta intervenção, iria ser igualmente implementado um percurso multimédia sobre a época romana. Em Dezembro desse ano, a delegação de Lagos do partido Bloco de Esquerda criticou as condições em que se encontrava o património histórico da cidade, tendo apontado as termas romanas da Praia da Luz como um exemplo do «inventário arqueológico que não está acessível ao público ou encontra-se desprezado de algum modo». Em meados de 2023, já tinha sido assinado o contrato para a empreitada de preservação e musealização das ruínas, com a construção do centro de acolhimento, e no ano seguinte já se tinham iniciado as obras.

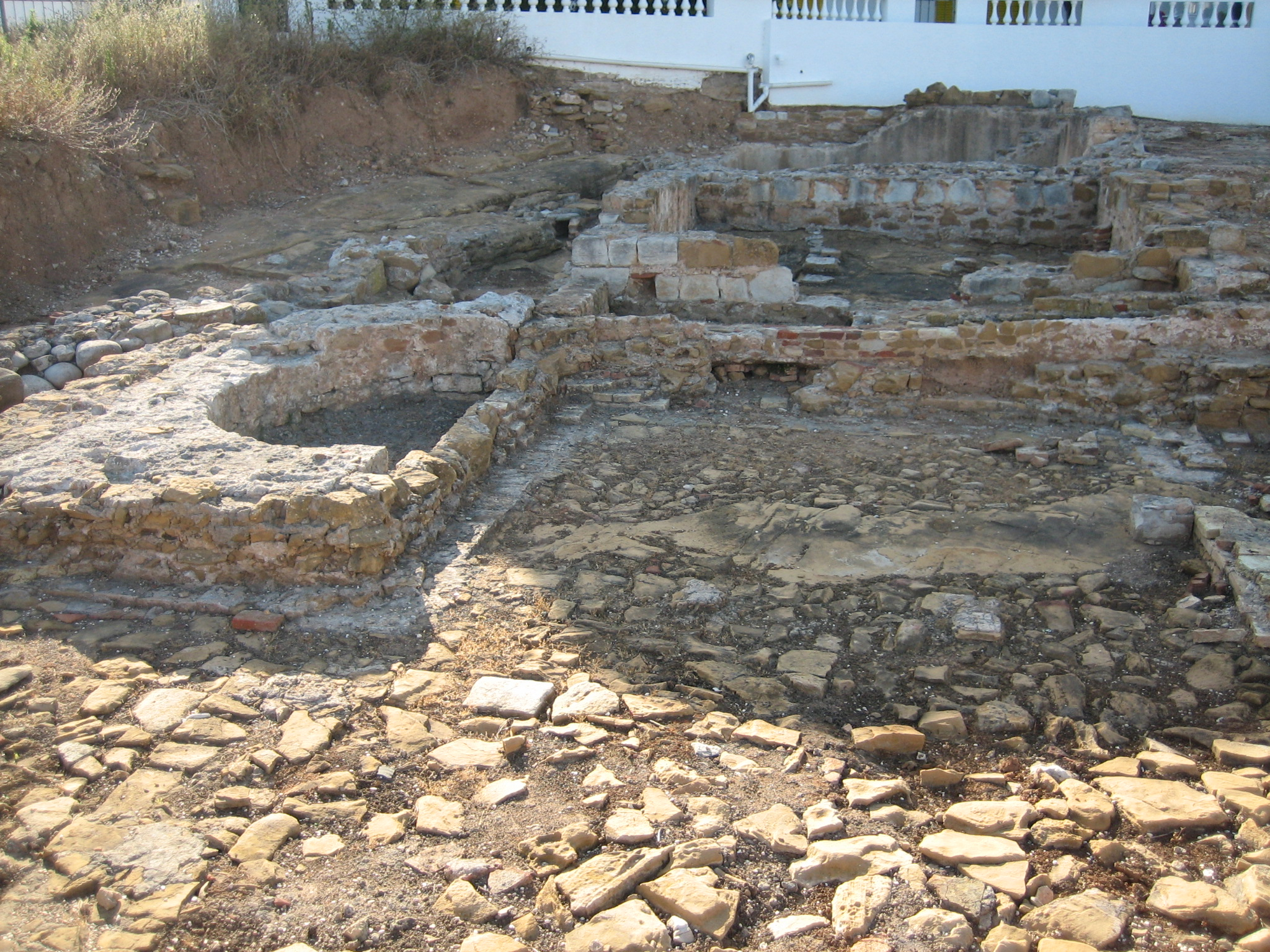
Pormenor das ruínas, em Maio de 2009.

## Leitura recomendada
- Reis, M. (2004). Las  Termas y Balnea Romanos de Lusitania. Studia Lusitana 1. Madrid: Ministerio de Educación, Cultura y Deporte